# Q65 (groupe)
Pour les articles homonymes, voir Q65.
Q65 est un groupe de rock hollandais fondé en 1965.

## Histoire
Le groupe a été créé à La Haye en 1965 par Joop Roelofs et Frank Nuyens.

## Membres
- Joop Roelofs
- Frank Nuyens
- Peter Vink
- Jay Baar

## Discographie

### Albums
- Revolution (Decca QL625363, 1966)
- Revival (Decca XBY846515, 1969)
- Afghanistan (Negram NELP075, 1970)
- We're Gonna Make It (Negram ELS914, 1971)
- Trinity (Mohican MH001/Munich, 1997)
- Revolution (Re-issue, Rotation/Universal, 2002)

### Compilations
- Complete Collection 1966-1969 (PolyGram, 1998)
- The Life I Live (Rotataion/PolyGram, 1998)
- Alle 13 Haags (Pink Records, 2001)
- Singles A's and B's (Hunter Music, 2002)